# Aire urbaine de Saint-Pol-sur-Ternoise
L’L'aire urbaine de Saint-Pol-sur-Ternoise est une aire urbaine française centrée sur la ville de Saint-Pol-sur-Ternoise.

## Caractéristiques
D'après la définition qu'en donne l'INSEE, l'aire urbaine de Saint-Pol-sur-Ternoise est composée de 16 communes, situées dans le Pas-de-Calais. Ses 10 575 habitants font d'elle la 345e aire urbaine de France.
7 communes de l'aire urbaine sont des pôles urbains.
Le tableau suivant détaille la répartition de l'aire urbaine sur le département (les pourcentages s'entendent en proportion du département) :
| Département   | Communes | Communes (%) | Superficie (km²) | Superficie (%) | Population (1999) | Population (%) |
| ------------- | -------- | ------------ | ---------------- | -------------- | ----------------- | -------------- |
| Pas-de-Calais | 16       | 1,8          | 97,99            | 1,5            | 10 575            | 0,7            |

## Communes

L'aire urbaine de Saint-pol-sur-Ternoise

Voici la liste des communes françaises de l'aire urbaine de Saint-Pol-sur-Ternoise.
| Code INSEE | Commune                   | Type                  | Département   | Superficie (km²) | Population (1999) | Densité (hab./km²) |
| ---------- | ------------------------- | --------------------- | ------------- | ---------------- | ----------------- | ------------------ |
| 62180      | Brias                     | Commune monopolarisée | Pas-de-Calais | +0007,74         | +00 000235,       | +00030,36          |
| 62260      | Croix-en-Ternois          | Commune monopolarisée | Pas-de-Calais | +0006,62         | +00 000255,       | +00038,52          |
| 62367      | Gauchin-Verloingt         | Pôle urbain           | Pas-de-Calais | +0005,92         | +00 000825,       | +00139,36          |
| 62435      | Herlincourt               | Commune monopolarisée | Pas-de-Calais | +0002,95         | +00 000112,       | +00037,97          |
| 62436      | Herlin-le-Sec             | Commune monopolarisée | Pas-de-Calais | +0003,86         | +00 000151,       | +00039,12          |
| 62442      | Hernicourt                | Pôle urbain           | Pas-de-Calais | +0009,85         | +00 000423,       | +00042,94          |
| 62539      | Maisnil                   | Commune monopolarisée | Pas-de-Calais | +0005,14         | +00 000244,       | +00047,47          |
| 62581      | Monchy-Cayeux             | Commune monopolarisée | Pas-de-Calais | +0006,22         | +00 000274,       | +00044,05          |
| 62641      | Ostreville                | Commune monopolarisée | Pas-de-Calais | +0003,88         | +00 000276,       | +00071,13          |
| 62655      | Pierremont                | Commune monopolarisée | Pas-de-Calais | +0006,14         | +00 000252,       | +00041,04          |
| 62686      | Ramecourt                 | Pôle urbain           | Pas-de-Calais | +0008,09         | +00 000341,       | +00042,15          |
| 62717      | Roëllecourt               | Pôle urbain           | Pas-de-Calais | +0009,42         | +00 000595,       | +00063,16          |
| 62763      | Saint-Michel-sur-Ternoise | Pôle urbain           | Pas-de-Calais | +0005,97         | +00 000943,       | +00157,96          |
| 62767      | Saint-Pol-sur-Ternoise    | Pôle urbain           | Pas-de-Calais | +0008,24         | +0 0005 220,      | +00633,5           |
| 62797      | Siracourt                 | Commune monopolarisée | Pas-de-Calais | +0003,14         | +00 000228,       | +00072,61          |
| 62883      | Wavrans-sur-Ternoise      | Pôle urbain           | Pas-de-Calais | +0004,81         | +00 000201,       | +00041,79          |
|            | Total                     |                       |               | +0097,99         | +00010 575,       | +00107,92          |